# دلو (ارومیه)
دلو، روستایی است از توابع بخش مرکزی شهرستان ارومیه و در شهرستان ارومیه استان آذربایجان غربی ایران.

## جمعیت
این روستا در دهستان دول قرار داشته و بر اساس سرشماری سال ۱۳۸۵ جمعیت آن ۵۰۸ نفر (۸۲ خانوار)
بوده‌است.